# Wałcz Drugi
Wałcz Drugi – osada w Polsce położona w województwie zachodniopomorskim, w powiecie wałeckim, w gminie Wałcz. Koło osady zlokalizowana jest elektrownia wiatrowa.
W latach 1975–1998 miejscowość administracyjnie należała do województwa pilskiego.
W pobliżu wsi przebiega droga krajowa nr 10.
W miejscowości działało Państwowe Gospodarstwo Rolne „Biorol” w Wałczu.